# An American Werewolf in Paris
An American Werewolf in Paris é um filme britânico-neerlando-franco-luxemburguês-estadunidense de 1997 dirigido por Anthony Waller e protagonizado por Tom Everett Scott e Julie Delpy.
Sequência do filme de John Landis, teve orçamento de US$ 22 milhões.[carece de fontes?]

## Sinopse
Serafine (Julie Delpy) é a filha de um lobisomem que mora em Paris, onde a mãe dela (Isabelle Constantini) e o padrasto (Thierry Lhermitte) tentam curá-la da licantropia, que herdou geneticamente. Mas nem tudo ocorre como planejado, quando ela tenta se suicidar saltando da Torre Eiffel, sendo salva por Andy (Tom Everett Scott), um jovem americano que viajava com seus amigos pela Europa. Eles se apaixonam, mas ele se envolve em uma secreta sociedade de lobisomens e uma droga capaz de transformar lobisomens sem necessidade da lua cheia.

## Elenco
- Tom Everett Scott - Andy McDermott
- Julie Delpy - Serafine Pigot
- Vince Vieluf - Brad
- Phil Buckman - Chris
- Julie Bowen - Amy
- Pierre Cosso - Claude
- Thierry Lhermitte - Dr. Thierry Pigot
- Tom Novembre - Inspetor LeDuc
- Maria Machado - Chefe Bonnet
- Ben Salem Bouabdallah - Detetive Ben Bou
- Serge Basso - Oficial
- Charles Maquignon - Segurança da boate
- Jochen Schneider - Infectado pelo vírus da licantropia
- Alan McKenna - Infectado pelo vírus da licantropia
- Hervé Sogne - Infectado pelo vírus da licantropia
- Edgar Kohn - Infectado pelo vírus da licantropia
- Jean-Claude Deret - Professor Martin
- Isabelle Constantini - Mãe de Serafine
- David F. Friedman - Frequentador da boate
- Christian Magnani - Bruno
- Chris Bearne - Cirurgião
- Pierre Bodry - Garçom no trem
- Pieter Riemens - Garçom no restaurante
- Emile Cappachione - Fisiculturista
- Serge Hugel - Taxista francês
- John Waller - Taxista britânico
- Nicholas Waller - Taxista
- Anthony Waller - Maquinista do metrô
- Alain Christie - Voz do Inspetor LeDuc (não-creditado)